# Agglomération antique d'Alauna
Cet article concerne l'association. Pour la ville antique, voir Alauna.
Agglomération Antique d'Alauna (AAA) est une association loi de 1901 à but culturel dont le siège se situe à Valognes dans le département français de la Manche.
Fondée en 2019, elle contribue à l'étude du site antique d'Alauna ainsi qu'à sa préservation et à sa mise en valeur. Elle intervient en tant que maître d'œuvre sur les chantiers de fouilles et d'études archéologiques du site.

## Histoire
Le site archéologique de l'agglomération antique d'Alauna près de Valognes (Manche) est, jusqu'au XXIe siècle, préservé des risques de dégradation ou de destruction liés à l'urbanisation mais cette situation peut évoluer. C'est pour contribuer activement à la préservation de ce site, tout en l'étudiant, le valorisant et le faisant mieux connaître, que l'association Agglomération Antique d'Alauna (AAA) est créée le 1er septembre 2019. Elle tient sa première réunion à l'intention de ses adhérents le 29 novembre 2019.

## Objectifs et missions

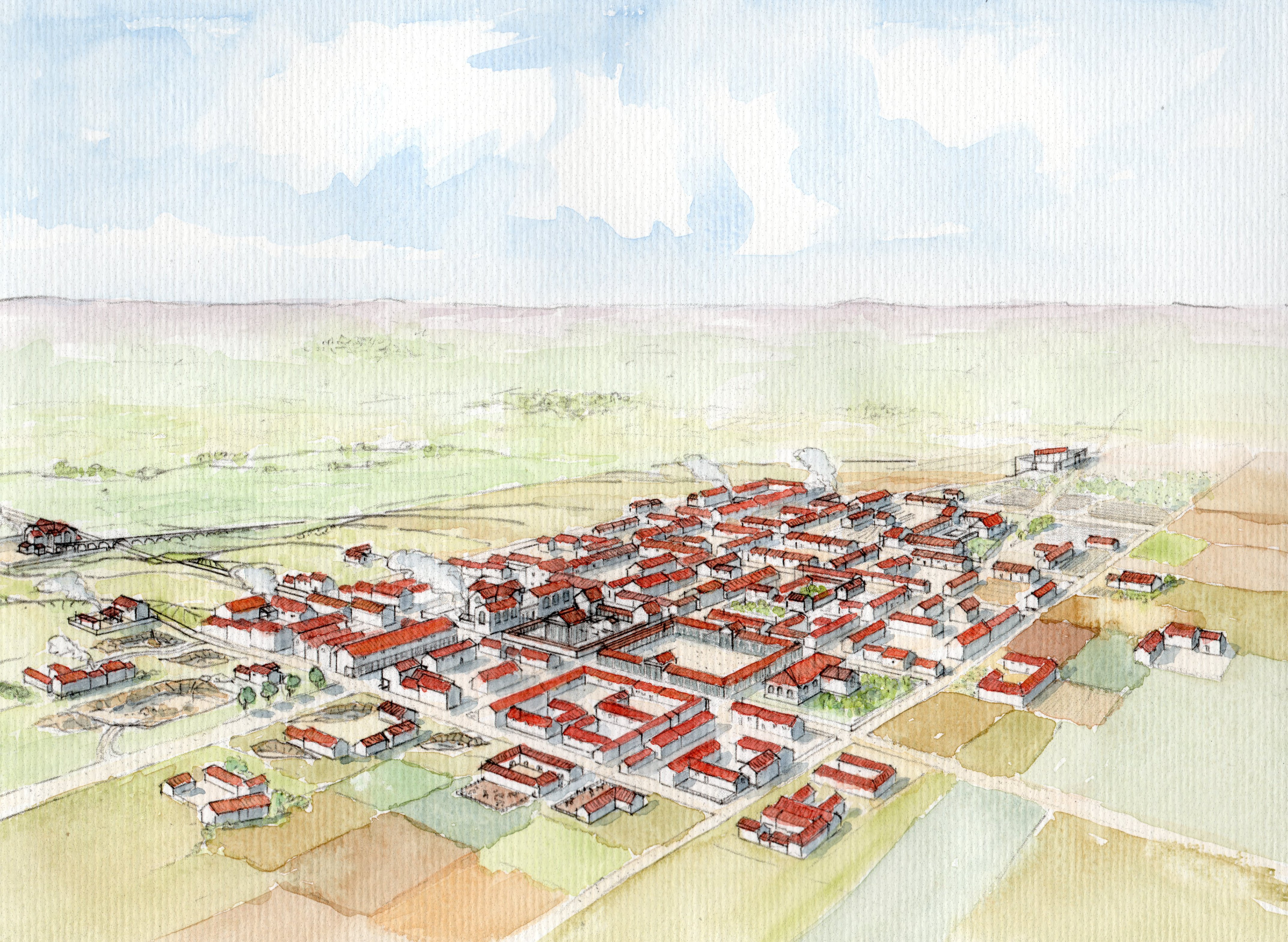
Proposition de restitution de l'agglomération dAlauna.

L'association s'est donné pour objectifs de faire connaître et valoriser le site archéologique d'Alauna et sa zone d'influence grâce à des publications thématiques, la gestion d'un site internet, d'un blog et d'une page Facebook ainsi que par la mise en place d'une signalétique appropriée sur le terrain et par l'organisation de visites du site en partenariat avec le pays d'art et d'histoire du Clos du Cotentin, notamment dans le cadre des journées européennes du patrimoine.
Elle assure la maîtrise d'œuvre des opérations archéologiques conduites à Alauna ; à ce titre, elle héberge et gère les subventions (État, Conseil départemental de la Manche) qui leur sont destinées et exerce la responsabilité administrative et scientifique de ces opérations. Elle participe en outre à la rédaction des rapports d'opérations archéologiques réalisées sur le site.
AAA est associée aux discussions menées par la mairie de Valognes dans le cadre du plan local d'urbanisme intercommunal, ce qui lui permet de veiller à la préservation du site en cas de menaces de dégradation ou de destruction du fait de l'urbanisation.

## Projets
Après dix années de recherches, combinant sondages archéologiques et prospections par géoradar, des membres de l'association débuteront vers 2023 la rédaction d'une monographie synthétisant l'ensemble des travaux réalisés entre 1695 et 2022. Cette synthèse doit également servir de base documentaire pour identifier les secteurs les plus dignes d'intérêt et dans lesquels seront mis en place, en 2024 et 2025, toujours sous la maîtrise d'œuvre d'AAA, des chantiers de fouilles.